# エディ・カルボ
エドワード・ジェローム・バザ・カルボ（英語: Edward Jerome Baza Calvo; 1961年8月29日 - ）は、アメリカ合衆国・グアム出身の政治家。2011年から2019年まで第8代グアム準州知事を務めた。共和党。グアム議会議員(通算5期)。

## 経歴・人物
カルボは1961年8月29日、アメリカ・グアムのタムニングで生まれた。父は第3代グアム準州知事を務めたポール・マクドナルド・カルボ、母はローザ・エレロ・バザ。
カルボは当初、グアムのドゥエニャス神父記念学校に通っていたが、その後カリフォルニアに移り、1979年にカリフォルニア州・マウンテンビューのセント・フランシス高校を卒業した。カリフォルニア州・ベルモントのノートルダム・ド・ナムール大学で経営学の学士号を取得した。
パシフィック・コンストラクション・カンパニーのゼネラルマネージャー、グアムのペプシ・ボトリング・カンパニーの副社長兼ゼネラルマネージャーを務めた後、1990年代後半に政界入りした。
1987年にクリスティーン・ルハン・ソニドと結婚。夫婦には6人の子供がいる。

## 政治家として
1998年、カルボは共和党員として、グアム議会議員に初当選し、1999年に就任した。
2002年、トニー・ウンピンコ準州議会議長が知事の共和党候補予備選に出馬。カルボは副知事候補として出馬した。しかし、フェリクス・ペレス・カマチョに予備選で敗れ、知事選から撤退した。その後、2年間政界から離れたのち、2004年のグアム議会議員選挙に出馬し、以来、州議を通算5期務めた。2007年から2008年までの第29回議会前期で副議長を務め、2009年から2011年までの第30回議会で少数党院内総務を務めた。

## グアム準州知事として

### 2010年選挙
2010年4月30日、カルボはチャモロ・ビレッジで行った自身の支持者に向けた演説の中で、任期満了に伴いグアム議会議員を辞職し、2010年のグアム知事選挙に向けて、共和党予備選への立候補を宣言。レイ・テノリオ上院議員を副知事候補に指名した。
2010年9月4日、共和党の予備選挙でマイケル・クルーズ副知事(当時)を破った。知事選では、民主党のカール・T・C・グティエレス前知事とフランク・アグオン上院議員を破り、勝利した。2位候補との票差が2%未満だったため、規定に基づき、グアム選挙管理委員会から再集計が命じられた。

### 2014年選挙
カルボ知事とテノリオ副知事は、再選を目指す意向を表明。2014年6月7日にアニグアの選挙本部で、知事選のキックオフ集会を開催した。知事選挙では、民主党候補のグティエレスと再び対決。64％の票を得て、再選した。

### 大統領選挙
2012年3月、カルボはミット・ロムニー氏を大統領選に推薦した。2016年1月には、2016年大統領共和党予備選でテキサス州のテッド・クルーズ上院議員を支持し、クルーズ氏が落選した後はドナルド・トランプの支持を表明した。

## 政策
カルボは、高校卒業資格を持つ公務員のみを雇用する方針を打ち出した。また、税金の還付を遅らせることで自己資金を調達するといった財政慣行を廃止するなど、経費を抑制し、財政改革を実施した結果、2013年度に2年連続の予算黒字化を達成した。フィッチ・レーティングスとスタンダード＆プアーズといった格付け会社は、財政再建を目指すカルボの姿勢を評価。S&Pは2013年10月にグアムの一般財源保証債をB＋からBB-に格上げし、見通しを安定的(outlook)と評価した。
2014年2月、カルボは法案146に署名し、城の原則を立法化した。これは、住居等に侵入する者に対して住居の所有者が、銃の発砲等を含む武力を行使しても、法的な訴追を行われないというアメリカの刑法上の原則である。さらに2014年5月、銃規制を緩和する法案296に署名し、法案を成立させた。この法案は、Concealed Carry（衣服の下やかばんの中など他人に見えない状態での携帯）の免許を発効する条件を緩和するものであった。
2016年11月の総選挙の際に、将来のグアムについてコモンウェルス、米国州、独立のいずれかを選ぶ国民投票を実施する意向を表明したが、住民に対する教育や議論が不十分とされて延期された。同様の国民投票は1982年9月を最後に行われていなかった。
2017年1月、グアムでの嗜好用大麻を合法化する法律案を提出した。カルボの任期中には成立しなかったが、その後、ルー・レオン・ゲレロ知事によって、2019年に合法化された。

## 外交

### 北朝鮮
2017年8月9日、朝鮮中央通信は北朝鮮軍がグアムの軍事基地へ中距離弾道ミサイルを発射する可能性を示唆。カルボは、強行発言を繰り返すトランプ大統領を擁護したうえで、金正恩の残虐性を強調する発言をしている。

### 中華民国 (台湾)
第一銀行やチャイナエアラインといった中華民国 (台湾)の企業がグアムへ投資を行っており、2015年の台湾人観光客は42,314人で、日本、韓国、アメリカ本土に次いで4番目に多く、全体の3.1%を占めている。カルボは2017年の一般教書演説で、グアムの主要産業である観光産業で重要な地域の一つとして台湾を挙げ、4度訪台するなど、台湾との関係を重要視している。
2012年4月にカルボは知事として初めて訪台し、台湾の馬英九総統と面会。グアムでのビジネスを呼びかけるプレゼンを90近くの台湾企業に行った。2015年11月にも再度訪台し、グアムへの投資を呼び掛けた。
2017年11月、蔡英文総統が太平洋諸国への外遊の帰路、グアムを訪れた。中国は蔡の外遊に難色を示しており、アメリカに対して米国領土の通過を許可しないよう求めている中での出来事だった。ガルボは蔡の訪問は私的で非公式(private and unofficial)と評したが、州警察による警護を付け、グアム政庁内の施設で歓迎のレセプションを主催した。
2017年8月、事実上の領事館に相当する駐グアム台北経済文化弁事処が予算や人員の都合を理由に閉鎖された。カルボは、駐グアム弁事処の再開を訴え、2017年10月と2018年7月に台湾を訪問し、蔡英文と会談を行った。カルボの任期終了後の2020年8月に台湾・外交部は駐グアム弁事処の再開を発表した。